# Lista över Apples operativsystem
Nedan följer en lista över operativsystem som har publicerats av Apple.
Apple DOS är det första operativsystemet för Apple-datorer.

## Mac OS Classic
- System 6
- System 7

## Mac OS
- Mac OS 8
- Mac OS 9
- Puma
- Jaguar
- Panther
- Tiger
- Leopard
- Snow Leopard
- Lion
- Mountain Lion
- OS X Mavericks
- OS X Yosemite
- OS X El Capitan
- macOS Sierra
- macOS High Sierra
- macOS Mojave
- macOS Catalina
- macOS Big Sur

## IOS
Acorn OS såg ut som Ipod classic.
- Iphone OS 3
- IOS 4 - fortsatte från Iphone OS 3
- IOS 5
- IOS 6-15

## Övriga
- A/UX
- watchOS
- tvOS
- audioOS
- iPadOS